# Nandrás
Nandrás (szlovákul: Nandraž) község Szlovákiában, a Besztercebányai kerületben, a Nagyrőcei járásban.

## Fekvése
Nagyrőcétől 15 km-re délkeletre, a Nandrási-patak völgyében fekszik.

## Története
A mai falu a tatárjárás után keletkezett, első írásos említése 1318-ban „Nandras” néven történt. Ekkor a Bebek család birtoka volt. 1346-ban „Nandraz” néven említik. 1427-ben 24 portája állt. A 17. században a Wesselényi, egy évszázaddal később a Csáky, majd a 19. században a Koháry és Coburg családok voltak a földesdurai. Határában réz- és vasércbánya működött. A 16. században több török támadás érte, 1555-ben az egész falu elpusztult. 1610-ben telepítették újra. 1773-ban 19 jobbágy és 34 zsellér élt a községben. A 18. századtól virágzott a gyümölcstermesztés, a 19. századtól újraindult a vasércbányászat is. Lakói mezőgazdasággal, szénégetésel, mészégetéssel foglalkoztak.
A 18. század végén Vályi András így ír róla: „NANDRÁS. Tót falu Gömör Várm. földes Ura G. Csáky Uraság, lakosai katolikusok, ’s más félék is, fekszik Jolsvához más fél mértföldnyire, földgye hegyes, és kősziklás, réttyeik jók, de néha a’ záporok kárósíttyák, legelője elég, fája mind a’ két féle van, piatzozása közel, szenet, és meszet is égetnek.”
1828-ban 97 házában 751 lakos élt.
Fényes Elek geográfiai szótárában eképpen ír a községről: „Nandrás, tót falu, Gömör és Kis-Honth egyesült vmegyékben, Jolsvához 1 1/2 órányira: 22 kath., 729 evang. lak., evang. anyaszentegyházzal, nagy gyümölcs-termesztéssel. Marhája számos, ámbár rétje kevés; erdeje részint tölgyes, részint csak vesszős. Ut. p. Rosnyó.”
Borovszky Samu monográfiasorozatának Gömör-Kishont vármegyét tárgyaló része szerint: „Nandrás, Jolsva közelében fekvő tót kisközség, 81 házzal és 467 ág. h. ev. lakossal. E községet 1346-ban Nandraz, 1427-ben pedig, mint a Bebekek birtokát, Nwdrus eltorzított alakban említik. Később a Csákyak lettek az urai, de azután a birtok a Koháryak, majd a Coburg herczegi család tulajdonába került. A mult században a lakosok nevezetes gyümölcstermelést űztek. A községnek Malaveszka nevű dűlője a tatárjárás alatt elpusztult község emlékét tartja fenn. 1874-ben az egész község leégett. A falu határában vaskőbányák vannak. Az ág. h. ev. templom 1806-ban épült. A község postája Rákos, távírója és vasúti állomása pedig Jolsva.”
A trianoni diktátumig Gömör-Kishont vármegye Nagyrőcei járásához tartozott.
Az első bécsi döntés értelmében 1938. november 8-án visszakerült Magyarországhoz, de  1939. március 6-án a magyar kormány Barakony, Barancs, Cseklész, Gány, Mikszáthfalva, Velejte és Zsitvaújfalu társaságában Szlovákiával más községekért elcserélte. A község gazdasági érdekből számos fórumon tiltakozott ez ellen.

## Népessége
| Év:            | 1994. | 2004.    | 2014.   | 2024.    |
| -------------- | ----- | -------- | ------- | -------- |
| Emberek száma: | 214   | 268      | 294     | 249      |
| Eltérés:       |       | +25,23 % | +9,70 % | -15,30 % |

| Év:            | 2023. | 2024.   |
| -------------- | ----- | ------- |
| Emberek száma: | 253   | 249     |
| Eltérés:       |       | -1,58 % |

1880-ban 391 lakosából 4 magyar és 372 szlovák anyanyelvű volt.
1890-ben 409 lakosából 25 magyar és 371 szlovák anyanyelvű volt.
1900-ban 467 lakosából 28 magyar és 437 szlovák anyanyelvű volt.
1910-ben 462 lakosából 127 magyar, 321 szlovák és 14 egyéb anyanyelvű volt. Ebből 410 evangélikus, 40 római katolikus és 12 izraelita vallású volt.
1921-ben 442 lakosából 14 magyar és 426 csehszlovák volt.
1930-ban 390 lakosából 1 magyar, 384 csehszlovák és 5 állampolgárság nélküli volt. Ebből 364 evangélikus, 24 római katolikus és 1-1 református illetve egyéb felekezetű volt.
1942-ben 103 házában 397 lakos élt.
1991-ben 208 lakosából 3 magyar és 185 szlovák volt.
2001-ben 234 lakosából 191 szlovák és 41 cigány volt.
2011-ben 293 lakosából 188 szlovák, 72 cigány és 1 magyar.

## Nevezetességei
- Evangélikus temploma 1787-ben épült klasszicista stílusban.

## Külső hivatkozások
- Községinfó
- Nandrás Szlovákia térképén
- Tourist-channel.sk
- E-obce.sk Archiválva 2010. június 8-i dátummal a Wayback Machine-ben